# مري (كاهن آمون الأكبر)
مري كان كاهنًا أكبر لآمون في عهد أمنحتب الثاني من الأسرة المصرية الثامنة عشر.
كان مري ابن الخادم المقدس الأول للإله مين في قفط، واسمه نب پحتي رع. والدته كانت حونيت، وهي مرضعة رئيسية لسيد الأرضين. تزوج مري من سيدة تدعى ديي.
وفقًا لمنصة "Digital Egypt"، تضمنت ألقابه: "مشرف الكهنة في مصر العليا ومصر السفلى"، "الكاهن الأكبر لآمون"، "مشرف حقول آمون"، "وكيل آمون"، "مشرف المخازن (الخاصة بآمون)" و"مشرف الخزانة".  يمكن العثور على تمثال من الجرانيت الأسود لمري في المتحف المصري (CG 973).

## الدفن
جهز مري مقبرتين مرقمتين حاليا TT95 وTT84. استولى مري على مقبرة الرسول الملكي آمونچح لاستخدامها له ولأمه.

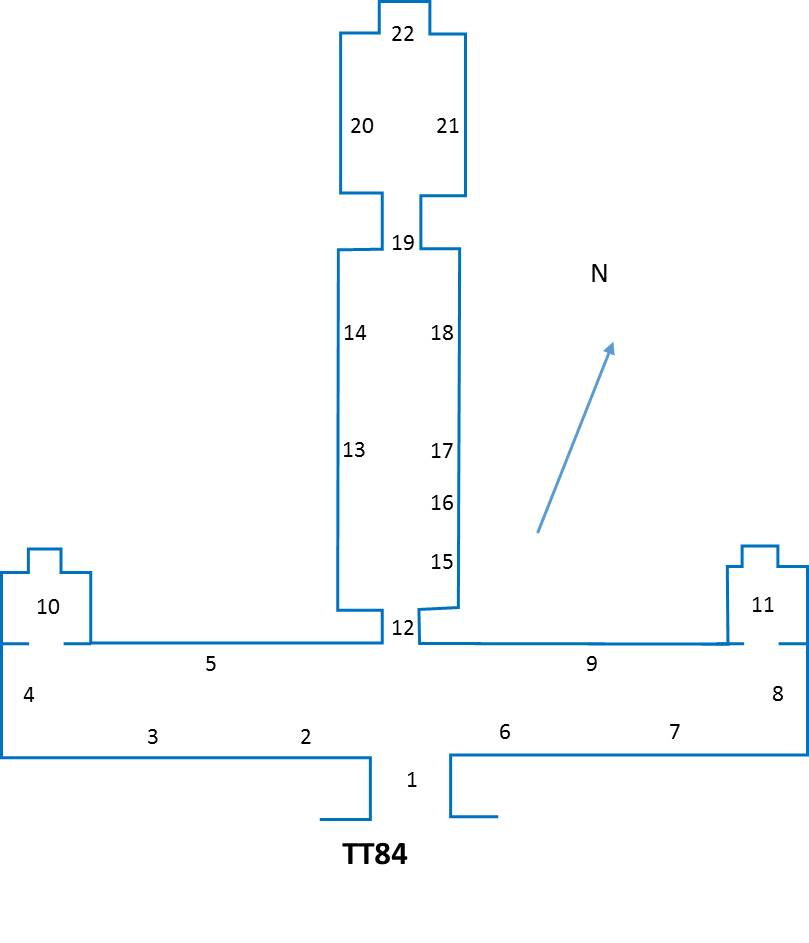
خريطة لمقبرة TT84